# La fiamma
La fiamma (en català La flama) és una òpera en tres actes d'Ottorino Respighi, amb llibret de Claudio Guastalla. S'estrenà al Teatro Reale dell'Opera de Roma el 23 de gener de 1934. A Catalunya es va estrenar al Liceu de Barcelona el 14 de desembre de 1948.

## Origen i context
Ottorino Respighi, tot i ser un músic inquiet i inspirat, va estar vinculat durant un temps a les directrius del règim feixista italià. És en aquesta època que La fiamma es va estrenar a Roma el gener de 1934, en un context marcat per l’eufòria mussoliniana. Respighi, que havia descobert l’òpera russa durant els seus estudis a Sant Petersburg, va abandonar la seva càtedra al Conservatori de Roma per dedicar-se plenament a la composició, finançat pel règim. Tot i que després de la guerra aquest aspecte es va silenciar, alguns han volgut interpretar La fiamma com un reflex de la grandiloqüència pròpia de l’època mussoliniana.

## Representacions
Se sol afirmar amb Turandot de Puccini es va concloure el repertori habitual de l'òpera italiana.
Durant un temps, va semblar que La fiamma li prendria aquest lloc després de l'excel·lent acollida a l'Òpera de Roma arran de la seva estrena, el gener de 1934, amb èxits successius al Colón de Buenos Aires, a l'Òpera de Chicago, a la Scala de Milà, Berlín i Viena, així com al Maggio Musicale Fiorentino.
La irrupció de la Segona Guerra Mundial va interrompre la trajectòria d’aquesta òpera, i amb el temps, Respighi va anar perdent presència als escenaris operístics. Tot i això, la seva figura es va mantenir viva als programes de concert, amb poemes simfònics com Pini di Roma, així com altre peces instrumentals i vocals, que van continuar captivant el públic. Aquestes composicions reflecteixen l’atracció de Respighi pel patrimoni musical italià, reinterpretat amb una sensibilitat pròpia.

## Anàlisi musical
La fiamma, considerada una òpera dins del corrent postverista, adopta els patrons formals del verisme. Això es tradueix en un flux musical continu, on els fragments dels solistes es fonen de manera orgànica, dificultant la identificació clara d’àries, encara que se’n perceben algunes traces. També destaca per la presència de nombrosos personatges secundaris i per un ús expressiu de tensions i dinàmiques en el cant dels solistes, característic d’aquest estil.